# Lachesilla pacifica
Lachesilla pacifica är en insektsart som beskrevs av Chapman 1930. Lachesilla pacifica ingår i släktet Lachesilla och familjen kviststövsländor. Inga underarter finns listade i Catalogue of Life.